# Saint-Nizier-du-Moucherotte
Saint-Nizier-du-Moucherotte – miejscowość i gmina we Francji, w regionie Owernia-Rodan-Alpy, w departamencie Isère.
Według danych na rok 1990 gminę zamieszkiwało 575 osób, a gęstość zaludnienia wynosiła 51 osób/km² (wśród 2880 gmin regionu Rodan-Alpy Saint-Nizier-du-Moucherotte plasuje się na 1080. miejscu pod względem liczby ludności, natomiast pod względem powierzchni na miejscu 1030.).